# Erich Kosler
Erich Kosler (* 16. Juli 1915 in Lilienfeld; † 31. März 2001 ebenda) war ein österreichischer Politiker (SPÖ) und Hauptschuldirektor. Kosler war von 1962 bis 1977 Abgeordneter zum Landtag von Niederösterreich.
Kosler besuchte die Lehrerbildungsanstalt St. Pölten und trat danach 1934 in den Schuldienst ein. Zwischen 1936 und 1937 diente er im Österreichischen Bundesheer, danach wurde er 1938 nach Schlesien versetzt. Er wurde während des Zweiten Weltkriegs von 1939 bis 1945 zum Militärdienst eingezogen, wobei er in britische Kriegsgefangenschaft geriet. Kosler war nach dem Ende des Krieges von 1955 bis 1960 sowie von 1965 bis 1975 Gemeinderat in Lilienfeld, des Weiteren war er ab 1960 als SPÖ-Bezirksparteivorsitzender sowie zwischen 1967 und 1972 als Landesobmann des Arbeiter-Samariterbundes aktiv. Kosler vertrat die SPÖ zwischen dem 11. Dezember 1962 und dem 31. Dezember 1977 im Niederösterreichischen Landtag.